# Ратовкіт
Ратовкіт (рос. ратовкит; англ. ratofkite; нім. Ratofkit m) —
1. Мінерал, землистий метаколоїдний флюорит осадового походження, який утворює дрібні зерна у доломітизованих вапняках. Колір темно-фіолетовий.
2. Осадова гірська порода, яка на 50 % складається з мінералу ратовкіту. Колір фіолетовий. Асоціює з доломітами або гіпс-ангідритами. Як правило, свідчить про підвищену кількість солей у зоні осадонакопичення.

Названий за річкою Ратовка, Московська область, Росія.